# Francisco José Amparán Hernández
Francisco José Amparán Hernández (23 de octubre de 1957 - 4 de julio de 2010), más conocido como Francisco Amparán, fue un cuentista, académico y periodista de la Comarca Lagunera. Fue amigo de Paco Ignacio Taibo II y parte de la Asociación Internacional de Escritores Policíacos. A pesar de que la mayoría de su obra fue en cuento, su única novela "Otras caras del Paraíso" anticipó la literatura de Feminicidio en el norte de México y fue reeditada en el 2013 por la Editorial Almadía.

## Biografía
Amparán nació en Torreón, Coahuila , México el 23 de octubre de 1957 y falleció el 4 de julio de 2010 a la edad de 52 años, a causa de un infarto. Se graduó en 1979 de la carrera de Ingeniero Industrial Químico en el Instituto Tecnológico de La Laguna, pero nunca la ejerció, pues se dedicó al estudio y la enseñanza de la historia y la literatura contemporánea. En 1990 obtuvo una maestría en Educación por el Tec de Monterrey.
Desde joven se interesó en la literatura y en 1977 ganó el concurso de "Relatos de ciencia ficción" de la Universidad de Guanajuato. Fue becario del Fondo Nacional para la Cultura y las Artes en 1990 y ganador del Premio Estatal de Periodismo de Coahuila en 1997.
"Panchin" o "Pancho" Amparán fue maestro en la Preparatoria Carlos Pereyra de Torreón Coahuila y más tarde director del área de Humanidades y Ciencias Sociales en el Tecnológico de Monterrey, Campus Laguna, universidad donde trabajó durante más de dos décadas.
Tanto en la preparatoria Pereyra como en el ITESM fue un profesor popular entre alumnos y maestros gracias a su satítrico sentido del humor y a su sabiduría universal. Impartió clases como historia, valores socioculturales, filosofía y panorama internacional.

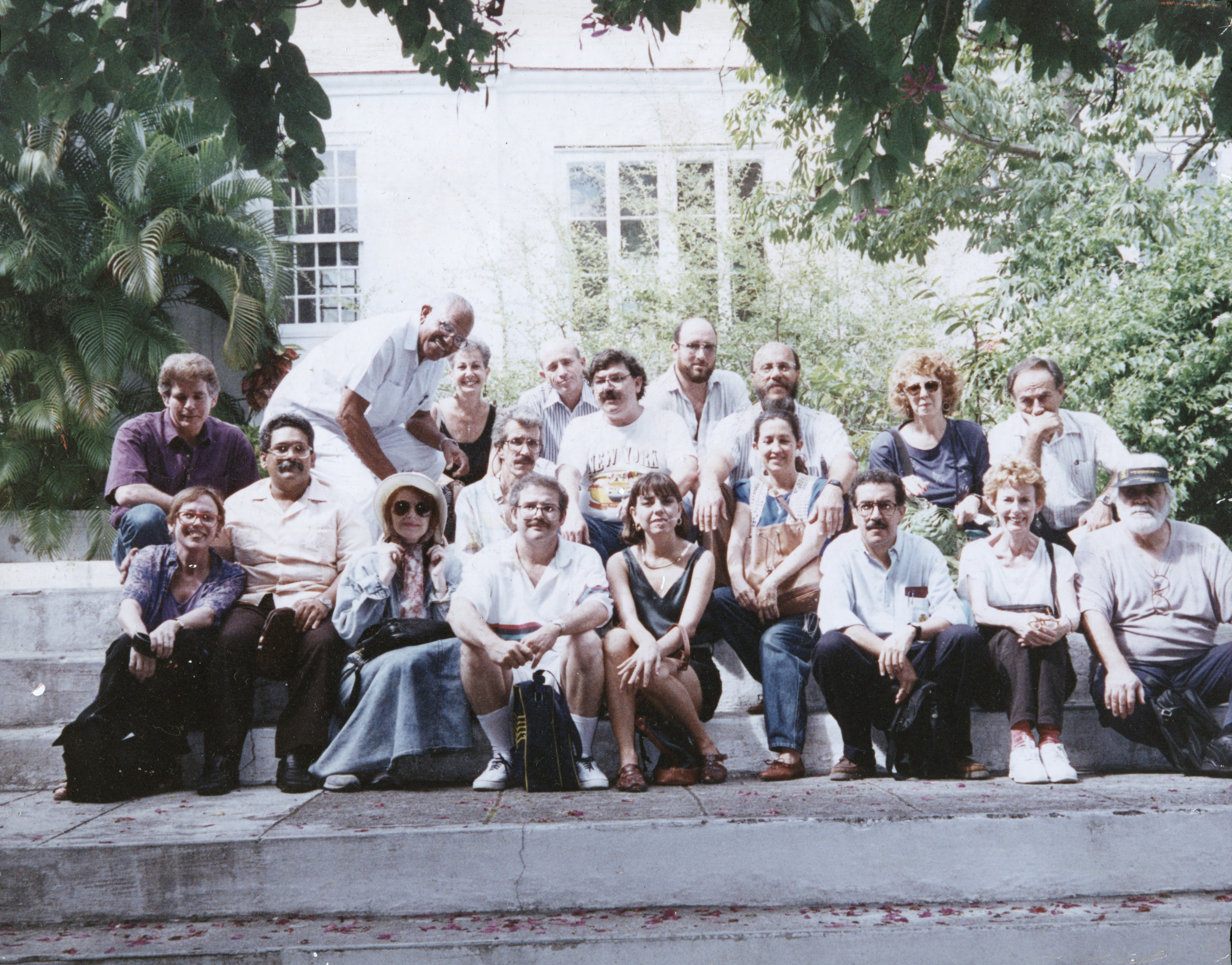
Fundadores de la Asociación Internacional de Escritores Policiacos afuera de la casa de Ernest Hemingway en La Habana en 1994. A la extrema derecha está sentado el uruguayo Daniel Chavarría, arriba de él el mexicano Rafael Ramírez Heredia. Paco Ignacio Taibo II se encuentra al centro, a su izquierda el escritor cubano Rodolfo Pérez Valero. Al frente está el escritor lagunero Francisco José Amparán, junto a su esposa Myrna.

En 1994, Francisco Amparán participó en la reunión de la Asociación Internacional de Escritores Policíacos en La Habana, Cuba. Entre los fundadores de la asociación destacan el escritor mexicano Paco Ignacio Taibo II, el ruso Iulián Semiónov, que fue presidente fundador vitalicio hasta su muerte acaecida en 1993, los cubanos Rodolfo Pérez Valero y Alberto Molina, el checo Jiri Prochazka, el también mexicano Rafael Ramírez Heredia y el uruguayo Daniel Chavarría.
Desde 2001 colaboró en El Siglo de Torreón con una columna dominical titulada "Los Días, los Hombres, las Ideas", sobre acontecimientos internacionales, nacionales, locales o inclusive personales. En 2004 recopiló esos artículos en el libro Esquinas a la vuelta del domingo. A partir de 2007 colaboró diariamente con la columna "El Comentario de Hoy", que surgió de su espacio radiofónico en GREM, durante varios años.
Amparán llegaría a ser visto como un catedrático "renegado". Cuestionando siempre la línea oficial del Estado Mexicano al impartir historia. Sus incursiones, valientes y controvertidas a varios temas tabús de la historia de México como Las Guerras de "Pacificación" del Norte de México y la doble moral del Estado Mexicano ante el Tratado de Guadalupe Hidalgo, le darían enorme reconocimiento entre su alumnado y la comunidad académica nacional. 
Sus últimos libros fueron una colección de tres historias titulado "Tres Amores (o más)", perteneciente a la segunda edición de Escritores Coahuilenses de la Colección siglo XXI. Publicó una breve historia del siglo XX bajo el sello de El Siglo de Torreón titulado "Historia Ligera de Un Siglo Pesado."
En el 2013 la editorial Almadía reimprimió su única novela, "Otras caras del Paraíso," inicialmente publicada en 1995 y que anticipó la literatura de Feminicidio en el norte de México. La versión definitiva de los mejores cuentos de Amparán está en la antología titulada "Atrapar Una Sombra," también publicada en el 2013 por el Municipio de Torreón y la editorial Jus.

## Obra

### Ficción

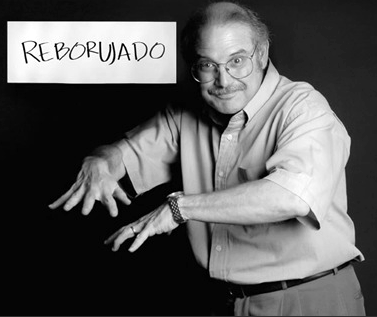
Amparán en un artículo para 'Siglo Nuevo,' hablando de su palabra favorita.

- Sonata en ocre y azul (Cuento 1983)
- La luna y otros testigos (Cuento, 1984)
- Las once y sereno (Cuento, 1985)
- Cantos de acción a distancia (Cuento, 1988)
- Las noches de Walpurgis, y Otras Ondas (Cuento, 1991)
- Algunos crímenes norteños (Cuento, 1992)
- Otras caras del paraíso. (Novela, 1995)
- Es otra la felicidad. (Cuento, 1995)
- Cuento para Hellen (Cuento 1996)
- Tríptico Gótico (Cuento, 1997)
- Tres Amores (o más) (Cuento, 2009)
- Atrapar a una Sombra (Antología, Póstuma, 2013)

### No ficción
- Esquina a la Vuelta del Domingo (Artículos, 2004)
- Historia Ligera de un Siglo Pesado (Historia, 2008)

### Colaboraciones
- La Historia Que Soñé (Antología, 1980)
- Todos serán Llamados (Antología, 1984)
- Once de Coahuila (Antología, 1987)
- Variaciones Sobre Un Rayo de Sol (Antología, 1987)
- Los Siete Pecados Capitales (Antología, 1989)
- Nueva Historia de Torreón (Historia, 1993)
- Innovación y Cambio en la Literatura Coahuilense (Antología, 1993)
- Más Allá de lo Imaginado III (Antología, 1994)
- Cuentos Laguneros (Antología, 1994)
- Criaturas de la Noche 2 (Antología, 1999)
- Llanura sin Fin (Antología,  2005)